# Klemen Bučan
Klemen Bučan, slovenski radijski in televizijski voditelj, igralec ter komik, * 6. marec 1981.
Kariero je začel z glavno vlogo v filmu Tu pa tam, igral je Buddho. 
Več kot 10 let dela na radiu, peto sezono vodi jutranji program – Kul jutro na Radiu Ekspres.
Svoj TV-voditeljski krst je doživel na POP TV-ju v oddaji Bitka Parov. Televizijsko kariero je nadaljeval s pogovorno oddajo Survivor – Na robu preživetja, vodil pa je tudi športno-zabavno oddajo Dan za trening na Kanalu A. Na Planet TV se je prvič predstavil kot voditelj oddaje Leta štejejo, potem pa nadajeval v oddaji Kolo sreče, ki jo vodi od februarja 2023.
V stand-up svetu je prisoten od sredine 2000. let.

## Zasebno življenje
Leta 2023 se je poročil s svojo dolgoletno partnerico Lejlo, s katero tudi ima sina Kasperja.